# Rów Bentleya
Rów Bentleya, podlodowy rów Bentleya (ang. Bentley Subglacial Trench) – rów położony pod powierzchnią lądolodu antarktycznego, w którym skalne podłoże Antarktydy Zachodniej znajduje się najgłębiej pod powierzchnią morza. Znajduje się pomiędzy Ziemią Ellswortha a Ziemią Marii Byrd.
Jest to najgłębszy fragment Ryftu Zachodnioantarktycznego, gdzie litosfera kontynentu jest najcieńsza i zarazem jedno z miejsc, gdzie powierzchnia Ziemi jest położona najniżej pod poziomem morza: 2496 m p.p.m. (jeszcze niżej sięga pod Lodowcem Byrda na Antarktydzie Wschodniej). Obszar ten nie jest depresją, a rzadką odmianą kryptodepresji, która nie jest zalana wodą, tylko przykryta parokilometrową warstwą lodu.
Nazwany imieniem amerykańskiego profesora glacjologii i geomorfologii uniwersytetu Wisconsin, Charlesa Bentleya (1929 – 2017).